# 13 Pułk Artylerii Polowej (Cesarstwo Niemieckie)

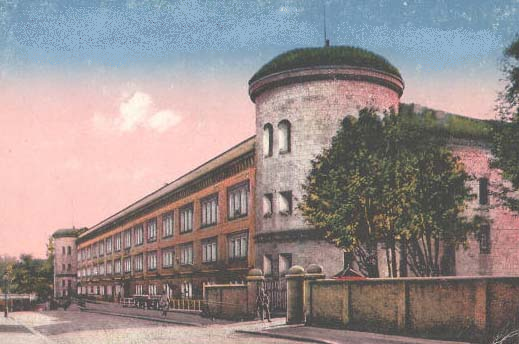
Koszary pułku

13 pułk artylerii polowej im. Króla Karola (1 Wirtemberski) (niem. Feldartillerie-Regiment „König Karl“ (1. Württembergisches) Nr. 13) – oddział artylerii niemieckiej okresu Cesarstwa Niemieckiego.

## Historia
Pułk został sformowany 24 marca 1736. Stacjonował w Ulm i Stuttgarcie. Wchodził w skład XIII Korpusu Armijnego .
W 1914 był w strukturach 27 Brygady Artylerii z 27 Dywizji Piechoty.
W momencie rozpoczęcia I wojny światowej, w sierpniu 1914 pułk  według etatu liczył 1368 żołnierzy, dzielił się na dwa bataliony po trzy baterie i dysponował 36 działami.

Od marca 1915 wszystkie nowe dywizje formowane były według „wzoru 1915”, a od czerwca 1917 przekształcono według niego wszystkie pozostałe. Od kwietnia 1915 pułk artylerii polowej liczył etatowo 24 działa rozmieszczone w dwóch batalionach. 

Po kolejnych restrukturyzacjach w 1917, pułk artylerii polowej składał się z dwóch batalionów polowych po 12 dział oraz batalionu haubic wyposażonego w 12 haubic.